# Patinação artística nos Jogos Olímpicos de Inverno de 2014 – Dança no gelo
A competição de dança no gelo da patinação artística nos Jogos Olímpicos de Inverno de 2014 está sendo realizado no Iceberg Skating Palace, em Sóchi, Rússia. A dança obrigatória foi disputado no dia 16 de fevereiro e a dança livre no dia 17 de fevereiro.

## Medalhistas
| Ouro   | USA Meryl Davis / Charlie White       |
| Prata  | CAN Tessa Virtue / Scott Moir         |
| Bronze | RUS Elena Ilinykh / Nikita Katsalapov |

## Programação
Horário local (UTC+4).
| Data            | Horário | Evento            |
| --------------- | ------- | ----------------- |
| 16 de fevereiro | 19:00   | Dança obrigatória |
| 17 de fevereiro | 19:00   | Programa longo    |

## Resultados

### Dança obrigatória
| Pos.                             | Atletas                                    | TSS   | TES   | PCS   | SS   | TR   | PE   | CH   | IN   | Ded   | StN |
| -------------------------------- | ------------------------------------------ | ----- | ----- | ----- | ---- | ---- | ---- | ---- | ---- | ----- | --- |
| 1                                | USA Meryl Davis / Charlie White            | 78.89 | 39.72 | 39.17 | 9.68 | 9.57 | 9.93 | 9.86 | 9.89 | 0.00  | 24  |
| 2                                | CAN Tessa Virtue / Scott Moir              | 76.33 | 37.64 | 38.69 | 9.54 | 9.43 | 9.82 | 9.71 | 9.82 | 0.00  | 18  |
| 3                                | RUS Elena Ilinykh / Nikita Katsalapov      | 73.04 | 36.36 | 36.68 | 9.18 | 8.89 | 9.25 | 9.29 | 9.21 | 0.00  | 20  |
| 4                                | FRA Nathalie Péchalat / Fabian Bourzat     | 72.78 | 36.43 | 36.35 | 9.04 | 8.82 | 9.18 | 9.18 | 9.18 | 0.00  | 22  |
| 5                                | RUS Ekaterina Bobrova / Dmitri Soloviev    | 69.97 | 33.58 | 36.39 | 8.96 | 8.75 | 9.29 | 9.18 | 9.25 | 0.00  | 19  |
| 6                                | ITA Anna Cappellini / Luca Lanotte         | 67.58 | 32.85 | 34.73 | 8.68 | 8.46 | 8.75 | 8.79 | 8.71 | 0.00  | 16  |
| 7                                | CAN Kaitlyn Weaver / Andrew Poje           | 65.93 | 31.93 | 35.00 | 8.71 | 8.50 | 8.79 | 8.89 | 8.82 | –1.00 | 23  |
| 8                                | USA Madison Chock / Evan Bates             | 65.46 | 32.78 | 32.68 | 8.14 | 8.00 | 8.25 | 8.18 | 8.25 | 0.00  | 15  |
| 9                                | USA Maia Shibutani / Alex Shibutani        | 64.47 | 33.36 | 31.11 | 7.93 | 7.54 | 7.86 | 7.75 | 7.79 | 0.00  | 14  |
| 10                               | GER Nelli Zhiganshina / Alexander Gazsi    | 60.91 | 30.64 | 30.27 | 7.57 | 7.21 | 7.79 | 7.71 | 7.54 | 0.00  | 17  |
| 11                               | GBR Penny Coomes / Nicholas Buckland       | 59.33 | 30.08 | 30.25 | 7.61 | 7.39 | 7.61 | 7.75 | 7.46 | –1.00 | 21  |
| 12                               | ESP Sara Hurtado / Adrià Díaz              | 58.58 | 31.78 | 26.80 | 6.61 | 6.43 | 6.82 | 6.86 | 6.75 | 0.00  | 10  |
| 13                               | FRA Pernelle Carron / Lloyd Jones          | 58.25 | 30.50 | 27.75 | 6.93 | 6.75 | 7.04 | 7.11 | 6.86 | 0.00  | 2   |
| 14                               | AZE Julia Zlobina / Alexei Sitnikov        | 58.15 | 28.79 | 29.36 | 7.32 | 7.25 | 7.43 | 7.32 | 7.36 | 0.00  | 13  |
| 15                               | ITA Charlène Guignard / Marco Fabbri       | 58.14 | 30.00 | 28.14 | 7.11 | 6.82 | 7.07 | 7.07 | 7.07 | 0.00  | 5   |
| 16                               | RUS Victoria Sinitsina / Ruslan Zhiganshin | 58.01 | 30.43 | 27.58 | 6.89 | 6.61 | 6.93 | 7.04 | 6.96 | 0.00  | 3   |
| 17                               | LTU Isabella Tobias / Deividas Stagniūnas  | 56.40 | 27.79 | 28.61 | 7.14 | 6.89 | 7.25 | 7.32 | 7.14 | 0.00  | 11  |
| 18                               | CAN Alexandra Paul / Mitchell Islam        | 55.91 | 27.50 | 28.41 | 7.04 | 6.82 | 7.18 | 7.21 | 7.21 | 0.00  | 12  |
| 19                               | GER Tanja Kolbe / Stefano Caruso           | 54.43 | 28.22 | 26.21 | 6.54 | 6.29 | 6.57 | 6.71 | 6.61 | 0.00  | 4   |
| 20                               | AUS Danielle O'Brien / Gregory Merriman    | 52.68 | 28.29 | 24.39 | 6.04 | 5.79 | 6.14 | 6.25 | 6.21 | 0.00  | 8   |
| Não avançaram para a dança livre |                                            |       |       |       |      |      |      |      |      |       |     |
| 21                               | JPN Cathy Reed / Chris Reed                | 52.29 | 26.87 | 25.42 | 6.29 | 6.14 | 6.50 | 6.61 | 6.25 | 0.00  | 1   |
| 22                               | TUR Alisa Agafonova / Alper Uçar           | 49.84 | 25.14 | 24.70 | 6.21 | 5.96 | 6.32 | 6.29 | 6.11 | 0.00  | 9   |
| 23                               | CHN Huang Xintong / Zheng Xun              | 48.96 | 23.14 | 25.82 | 6.50 | 6.32 | 6.50 | 6.57 | 6.39 | 0.00  | 7   |
| 24                               | UKR Siobhan Heekin-Canedy / Dmitri Dun     | 41.90 | 18.36 | 23.54 | 5.93 | 5.75 | 5.89 | 6.18 | 5.71 | 0.00  | 6   |

### Dança livre
| Pos. | Atletas                                    | TSS    | TES   | PCS   | SS   | TR   | PE   | CH    | IN    | Ded   | StN |
| ---- | ------------------------------------------ | ------ | ----- | ----- | ---- | ---- | ---- | ----- | ----- | ----- | --- |
| 1    | USA Meryl Davis / Charlie White            | 116.63 | 57.50 | 59.13 | 9.71 | 9.75 | 9.93 | 10.00 | 10.00 | 0.00  | 20  |
| 2    | CAN Tessa Virtue / Scott Moir              | 114.66 | 56.22 | 58.44 | 9.64 | 9.57 | 9.89 | 9.89  | 9.86  | 0.00  | 17  |
| 3    | RUS Elena Ilinykh / Nikita Katsalapov      | 110.44 | 54.14 | 56.30 | 9.32 | 9.14 | 9.61 | 9.54  | 9.50  | 0.00  | 18  |
| 4    | FRA Nathalie Péchalat / Fabian Bourzat     | 104.44 | 51.16 | 54.28 | 8.86 | 8.89 | 9.25 | 9.18  | 9.21  | –1.00 | 16  |
| 5    | CAN Kaitlyn Weaver / Andrew Poje           | 103.18 | 50.43 | 52.75 | 8.75 | 8.54 | 9.00 | 8.82  | 9.04  | 0.00  | 15  |
| 6    | RUS Ekaterina Bobrova / Dmitri Soloviev    | 102.95 | 48.50 | 54.45 | 9.00 | 8.89 | 9.18 | 9.21  | 9.25  | 0.00  | 19  |
| 7    | ITA Anna Cappellini / Luca Lanotte         | 101.92 | 49.50 | 52.42 | 8.61 | 8.54 | 8.89 | 8.86  | 8.96  | 0.00  | 13  |
| 8    | USA Madison Chock / Evan Bates             | 99.18  | 49.01 | 50.17 | 8.36 | 8.14 | 8.54 | 8.39  | 8.54  | 0.00  | 14  |
| 9    | GBR Penny Coomes / Nicholas Buckland       | 91.78  | 44.50 | 47.28 | 7.75 | 7.71 | 7.96 | 8.14  | 8.00  | 0.00  | 6   |
| 10   | USA Maia Shibutani / Alex Shibutani        | 90.70  | 43.42 | 48.28 | 8.18 | 7.82 | 8.21 | 8.11  | 8.04  | –1.00 | 12  |
| 11   | AZE Julia Zlobina / Alexei Sitnikov        | 90.48  | 45.23 | 45.25 | 7.61 | 7.36 | 7.54 | 7.75  | 7.57  | 0.00  | 8   |
| 12   | GER Nelli Zhiganshina / Alexander Gazsi    | 89.86  | 45.41 | 45.45 | 7.54 | 7.36 | 7.71 | 7.79  | 7.64  | –1.00 | 11  |
| 13   | ESP Sara Hurtado / Adrià Díaz              | 88.39  | 46.13 | 42.26 | 7.00 | 6.82 | 7.18 | 7.25  | 7.14  | 0.00  | 9   |
| 14   | ITA Charlène Guignard / Marco Fabbri       | 86.64  | 45.28 | 41.36 | 6.96 | 6.64 | 6.96 | 7.04  | 7.04  | 0.00  | 10  |
| 15   | FRA Pernelle Carron / Lloyd Jones          | 84.62  | 41.95 | 42.67 | 7.18 | 6.82 | 7.18 | 7.32  | 7.25  | 0.00  | 7   |
| 16   | CAN Alexandra Paul / Mitchell Islam        | 82.79  | 41.98 | 40.81 | 6.86 | 6.64 | 6.86 | 6.93  | 6.82  | 0.00  | 2   |
| 17   | RUS Victoria Sinitsina / Ruslan Zhiganshin | 82.65  | 40.90 | 41.75 | 6.96 | 6.86 | 6.86 | 7.11  | 7.07  | 0.00  | 4   |
| 18   | LTU Isabella Tobias / Deividas Stagniūnas  | 82.60  | 39.86 | 42.74 | 7.18 | 6.82 | 7.25 | 7.32  | 7.25  | 0.00  | 3   |
| 19   | GER Tanja Kolbe / Stefano Caruso           | 76.13  | 38.71 | 38.42 | 6.39 | 6.18 | 6.50 | 6.57  | 6.54  | –1.00 | 1   |
| 20   | AUS Danielle O'Brien / Gregory Merriman    | 75.85  | 39.03 | 36.82 | 6.07 | 5.86 | 6.32 | 6.36  | 6.29  | 0.00  | 5   |

### Geral
| Pos.                             | Atletas                                    | Pontos totais | SD | SD    | FD | FD     |
| -------------------------------- | ------------------------------------------ | ------------- | -- | ----- | -- | ------ |
| Medalha de ouro                  | USA Meryl Davis / Charlie White            | 195.52        | 1  | 78.89 | 1  | 116.63 |
| Medalha de prata                 | CAN Tessa Virtue / Scott Moir              | 190.99        | 2  | 76.33 | 2  | 114.66 |
| Medalha de bronze                | RUS Elena Ilinykh / Nikita Katsalapov      | 183.48        | 3  | 73.04 | 3  | 110.44 |
| 4                                | FRA Nathalie Péchalat / Fabian Bourzat     | 177.22        | 4  | 72.78 | 4  | 104.44 |
| 5                                | RUS Ekaterina Bobrova / Dmitri Soloviev    | 172.92        | 5  | 69.97 | 6  | 102.95 |
| 6                                | ITA Anna Cappellini / Luca Lanotte         | 169.50        | 6  | 67.58 | 7  | 101.92 |
| 7                                | CAN Kaitlyn Weaver / Andrew Poje           | 169.11        | 7  | 65.93 | 5  | 103.18 |
| 8                                | USA Madison Chock / Evan Bates             | 164.64        | 8  | 65.46 | 8  | 99.18  |
| 9                                | USA Maia Shibutani / Alex Shibutani        | 155.17        | 9  | 64.47 | 10 | 90.70  |
| 10                               | GBR Penny Coomes / Nicholas Buckland       | 151.11        | 11 | 59.33 | 9  | 91.78  |
| 11                               | GER Nelli Zhiganshina / Alexander Gazsi    | 150.77        | 10 | 60.91 | 12 | 89.86  |
| 12                               | AZE Julia Zlobina / Alexei Sitnikov        | 148.63        | 14 | 58.15 | 11 | 90.48  |
| 13                               | ESP Sara Hurtado / Adrià Díaz              | 146.97        | 12 | 58.58 | 13 | 88.39  |
| 14                               | ITA Charlène Guignard / Marco Fabbri       | 144.78        | 15 | 58.14 | 14 | 86.64  |
| 15                               | FRA Pernelle Carron / Lloyd Jones          | 142.87        | 13 | 58.25 | 15 | 84.62  |
| 16                               | RUS Victoria Sinitsina / Ruslan Zhiganshin | 140.66        | 16 | 58.01 | 17 | 82.65  |
| 17                               | LTU Isabella Tobias / Deividas Stagniūnas  | 139.00        | 17 | 56.40 | 18 | 82.60  |
| 18                               | CAN Alexandra Paul / Mitchell Islam        | 138.70        | 18 | 55.91 | 16 | 82.79  |
| 19                               | GER Tanja Kolbe / Stefano Caruso           | 130.56        | 19 | 54.43 | 19 | 76.13  |
| 20                               | AUS Danielle O'Brien / Gregory Merriman    | 128.53        | 20 | 52.68 | 20 | 75.85  |
| Não avançaram para a dança livre |                                            |               |    |       |    |        |
| 21                               | JPN Cathy Reed / Chris Reed                | 52.29         | 21 | 52.29 | —  | —      |
| 22                               | TUR Alisa Agafonova / Alper Uçar           | 49.84         | 22 | 49.84 | —  | —      |
| 23                               | CHN Huang Xintong / Zheng Xun              | 48.96         | 23 | 48.96 | —  | —      |
| 24                               | UKR Siobhan Heekin-Canedy / Dmitri Dun     | 41.90         | 24 | 41.90 | —  | —      |

Legenda
| Recorde mundial      | Recorde mundial (World record)               |                       | Recorde africano                      | Recorde africano (African) |                                           | Q | Classificado por posição (Qualified) |
| Recorde olímpico     | Recorde olímpico (Olympic record)            | Recorde da América    | Recorde da América (Americas)         | q                          | Classificado por melhor tempo (Qualified) |   |                                      |
| Melhor marca do ano  | Melhor marca do ano (World leading)          | Recorde asiático      | Recorde asiático (Asian)              | DNS                        | Não largou (Did not start)                |   |                                      |
| Recorde nacional     | Recorde nacional (National record)           | Recorde europeu       | Recorde europeu (European)            | DNF                        | Não terminou (Did not finish)             |   |                                      |
| Recorde pessoal      | Recorde pessoal do atleta (Personal best)    | Recorde da Oceania    | Recorde da Oceania (Oceania)          | DSQ / DQ                   | Desclassificado (Disqualified)            |   |                                      |
| Recorde da temporada | Recorde da temporada do atleta (Season best) | Recorde sul-americano | Recorde sul-americano (South America) | NM                         | Sem marca (No mark)                       |   |                                      |